# Gouvernement Gyurcsány I
Pour les articles homonymes, voir Gouvernement Gyurcsány.
 (septembre 2023).
Si vous disposez d'ouvrages ou d'articles de référence ou si vous connaissez des sites web de qualité traitant du thème abordé ici, merci de compléter l'article en donnant les références utiles à sa vérifiabilité et en les liant à la section « Notes et références ».
IIIe République hongroise
Medgyessy Gyurcsány II
Le gouvernement Gyurcsány I (en hongrois : Első Gyurcsány-kormány) est le gouvernement de la République hongroise entre le 4 octobre 2004 et le 9 juin 2006, durant la quatrième législature de l'Assemblée nationale.

## Majorité et historique
Dirigé par le nouveau Premier ministre socialiste Ferenc Gyurcsány, précédemment ministre de la Jeunesse, ce gouvernement est soutenu et constitué par le Parti socialiste hongrois (MSzP) et l'Alliance des démocrates libres (SzDSz). Ils disposent ensemble de 198 députés sur 386, soit 51,3 % des sièges de l'Assemblée nationale.

### Formation
Il est formé à la suite de la démission du Premier ministre socialiste Péter Medgyessy, au pouvoir depuis mai 2002. Il succède au gouvernement Medgyessy, constitué et soutenu par le MSzP et la SzDSz. Du fait de ses mésententes avec les libéraux, Péter Medgyessy annonce sa démission le 5 août 2004. Le MSzP, dont le chef du gouvernement démissionnaire n'est pas membre, investit pour le remplacer Ferenc Gyurcsány, qui prend ses fonctions à titre intérimaire le 29 septembre, puis définitivement cinq jours plus tard.

### Succession
Lors des élections législatives des 9 et 23 avril 2006, le Parti socialiste redevient, pour la première fois depuis 1994, la première force politique du pays, tandis que l'Alliance des démocrates libres reste stable. La coalition ayant conforté sa majorité, Gyurcsány forme son second gouvernement.

## Composition
| Portefeuille                                                                                           | Titulaire | Titulaire                              | Parti |
| --- | --------- | -------------------------------------- | ----- |
| Premier ministre                                                                                       |           | Ferenc Gyurcsány                       | MSzP  |
| Ministre de l'Intérieur                                                                                |           | Mónika Lamperth                        | MSzP  |
| Ministre des Affaires étrangères                                                                       |           | László Kovács (jusqu'au 01/11/2004)    | MSzP  |
| Ministre des Affaires étrangères                                                                       |           | Ferenc Somogyi                         | Sans  |
| Ministre des Finances                                                                                  |           | Tibor Draskovics (jusqu'au 24/04/2005) | Sans  |
| Ministre des Finances                                                                                  |           | János Veres                            | MSzP  |
| Ministre de l'Économie et des Transports                                                               |           | János Kóka                             | SzDSz |
| Ministre de l'Agriculture                                                                              |           | Imre Németh (jusqu'au 01/05/2005)      | Sans  |
| Ministre de l'Agriculture                                                                              |           | József Gráf                            | MSzP  |
| Ministre de la Justice                                                                                 |           | József Petrétei                        | Sans  |
| Ministre de la Santé, des Affaires sociales et de la Famille Ministre de la Santé (21/10/2004)         |           | Jenő Rácz                              | Sans  |
| Ministre du Patrimoine culturel national                                                               |           | István Hiller (jusqu'au 13/02/2005)    | MSzP  |
| Ministre du Patrimoine culturel national                                                               |           | András Bozóki                          | Sans  |
| Ministre de l'Éducation                                                                                |           | Bálint Magyar                          | SzDSz |
| Ministre de la Politique de l'emploi et du Travail                                                     |           | Gábor Csizmár                          | MSzP  |
| Ministre de la Défense                                                                                 |           | Ferenc Juhász                          | MSzP  |
| Ministre de l'Environnement                                                                            |           | Miklós Persányi                        | Sans  |
| Ministre de l'Informatique et des Communications                                                       |           | Kálmán Kovács                          | SzDSz |
| Ministre de la Famille, des Affaires sociales, de l'Égalité des chances et de la Jeunesse (21/10/2004) |           | Kinga Göncz                            | Sans  |
| Ministre sans portefeuille Directeur de cabinet du Premier ministre                                    |           | Péter Kiss                             | MSzP  |
| Ministre sans portefeuille Chargé de l'Intégration européenne                                          |           | Etele Baráth                           | MSzP  |
| Ministre sans portefeuille Chargé du Développement régional et de l'Insertion                          |           | István Kolber                          | MSzP  |